# Білі
Бі́лі (род. відм. бі́лей) або лейкоре́я (лат. leucorrhoea, від грец. λευκός («білий») + ῥοία («потік») — незначні слизисті вагінальні виділення білого, жовтуватого чи зеленуватого кольору, що не викликають значних подразнень шкіри та слизової зовнішніх геніталій. З'являються перед менархе як ознака пубертату. У дорослих жінок є нормою збільшення кількості білей у другій половині менструального циклу та під час вагітності. Патологічні білі можуть бути наслідком захворювань: запалень, ІПСШ, порушення гігієни, діабету, пухлин чи раку.
У народі відомі також як «білі упла́ви», «білоті́ч», «білоте́ччя».

## Фізіологічні білі
Можуть бути природним захисним механізмом, який вагіна використовує для підтримки свого хімічного балансу, а також для збереження гнучкості вагінальної тканини. Термін «фізіологічна лейкорея» використовується для позначення лейкореї внаслідок стимуляції естрогеном.
Характер білей міняється протягом менструального циклу. Ближче до овуляції виділення прозорі й тягучі. Перед менструацією густі й білі.
Лейкорея може виникнути під час вагітності. Це викликано посиленням кровотоку в вагіну через збільшення естрогену.
Немовлята жіночої статі можуть мати лейкорею протягом короткого часу після народження через внутрішньоутробний вплив естрогену.

## Патологічні білі
Патологічні білі — надлишкові за кількістю і незвичайні за характером виділення, що викликають дискомфорт: надмірну вологість, свербіння тощо. Лейкорея також викликається трихомонадами, групою паразитичних найпростіших, зокрема Trichomonas vaginalis. Загальними симптомами цього захворювання є печіння, свербіж і виділення пінистої речовини, густої білої або жовтої слизової оболонки.
Запальна лейкорея. Найчастіше причиною патологічних білей є ІПСШ чи інші інфекції, які викликають запалення або гіперемію слизової оболонки вагіни (вагініт, кольпіт), що як правило, поєднується із запаленням слизової оболонки каналу шийки матки (цервіцитом). Хронічні білі спостерігаються, наприклад, при гонореї. Без лікування такі білі можуть тривати роками, при чому їх колір стає більш жовтим, а запах сильнішає і стає неприємним. Самі білі при цьому є непатологічним симптомом, вторинним щодо запального процесу в вагіні чи шийці матки.
Після пологів білі, що супроводжуються болем у спині та лохіями з неприємним запахом (післяпологові виділення, що містять кров, слиз і плацентарну тканину), може свідчити про недостатність інволюції (повернення матки до допологових розмірів) через інфекцію. Для діагностики пропонується вологий мазок, фарбування за Грамом, посів, ПАП-тест та біопсія.
Паразитарна лейкорея. Лейкорея також викликається групою паразитичних найпростіших, зокрема Trichomonas vaginalis. Загальними симптомами цього захворювання є печіння, свербіж і виділення пінистої речовини, густої білої або жовтої слизистої.
Білі можуть обумовити також цукровий діабет, пухлини геніталій різноманітної локалізації, опущення стінок вагіни, порушення правил інтимної гігієни.
Домішка крові в білях, особливо у літніх жінок, може бути одним з перших проявів раку матки.
Оскільки білі можуть бути проявом хворобливого процесу в статевих органах, при їх появі слід звертатись до лікаря.

## Лікування
Лікування ХПСШ. Може включати антибіотики, такі як метронідазол, кліндаміцин чи тинідазол.